# A.C.E
A.C.E هم فرقة فتيان كورية جنوبية تأسست في عام 2017.

## روابط خارجية
- A.C.E على موقع ميوزك برينز (الإنجليزية)
- A.C.E على موقع أول ميوزيك (الإنجليزية)
- A.C.E على موقع ديسكوغز (الإنجليزية)